# Jules Cambon
Jules Cambon, född 5 april 1845, död 19 september 1935, var en fransk ämbetsman. Han var bror till diplomaten Paul Cambon.
Han blev advokat 1866, auditör i det provisoriska utskott, som bildades 1871 för att ersätta Conseil d'état, prefekt i Constantien 1878, samt generalguvernör i Algeriet 1891. Cambon blev 1897 fransk ambassadör i Washington, D.C., och fick i uppdrag av Spanien att för dess räkning föra de preliminära fredsunderhandlingarna med USA. Cambons stora diplomatiska framgång här gav honom anseende som en diplomat av första rang. 1902-07 var han ambassadör i Madrid och 1907-14 i Berlin, en på grund av Marockofrågan synnerligen ansvarsupp period, som gav honom tillfälle att utveckla hela sin diplomatiska skicklighet. De rapporter som han sände hem till sin regering, visar på hans klarsyn och kloka förutseende. 1918 blev han medlem av Franska akademin, 1920 president i Conseil des ambassadeurs, som efter första världskrigets slut fick många viktiga uppdrag.